# Rialuth Serge Vohor
Rialuth Serge Vohor, född 23 april 1955 i Port Olry på Espiritu Santo i Vanuatu, död 22 november 2024 i Jaipur i Rajasthan i Indien, var en vanuatisk politiker, tillhörande det största franskspråkiga partiet Union des Partis Moderés.
Han var premiärminister i flera omgångar: december 1995 – februari 1996, september 1996 – mars 1998, 28 juli 2004 – 11 december 2004, november – december 2009 (temporär premiärminister) och april – maj 2011 (temporär premiärminister).
I december 2004 fälldes Vohor i en misstroendeomröstning i parlamentet efter att på egen hand etablerat diplomatiska relationer med Taiwan (Republiken Kina). Han var därefter landets oppositionsledare.